# Diecezja Lafayette w Indianie
Diecezja Lafayette w Indianie (łac. Dioecesis Lafayettensis in Indiana, ang. Diocese of Lafayette in Indiana) jest diecezją Kościoła rzymskokatolickiego w metropolii Indianapolis w Stanach Zjednoczonych. Swym zasięgiem obejmuje środkową część stanu Indiana. 

## Historia
Diecezja została kanonicznie erygowana 21 października 1944 roku przez papieża Piusa XII. Wyodrębniono ją z ówczesnej diecezji Fort Wayne. Pierwszym ordynariuszem został kapłan diecezji Fort Wayne John George Bennett (1891-1957). 

## Ordynariusze
- John George Bennett (1944–1957)
- John Carberry (1957–1965)
- Raymond Joseph Gallagher (1965–1982)
- George Avis Fulcher (1983–1984)
- William Higi (1984–2010)
- Timothy Doherty (od 2010)